# Салгаду (Сержипи)
Салгаду (порт. Salgado) — муниципалитет в Бразилии, входит в штат Сержипи. Составная часть мезорегиона Восток штата Сержипи. Входит в экономико-статистический микрорегион Бокин.